# Greatest Hits (альбом Тупака Шакура)
Greatest Hits — первый официальный сборник лучших композиций Тупака Шакура, вышедший в 1998 году. Помимо уже ранее выпущенных хитов, альбом имеет четыре совершенно новые, ранее неизвестные песни: «God Bless the Dead», «Unconditional Love», «Troublesome ’96», и «Changes». До 2011 года в чарте Billboard 200 альбом достигал 3-го места, и был 9-ти платиновым релизом.
В 2011 году в рейтинге RIAA получил Бриллиантовый статус продаж, превысив десятимиллионное количество проданных копий.
Композиция «God Bless the Dead», записанная в 1994 году Тупаком и Стретчом (Stretch из группы Live Squad), посвящена рэперу Biggy Smallz.

## Список композиций
- Диск 1:

1. «Keep Ya Head Up»
2. «2 of Amerikaz Most Wanted»
3. «Temptations»
4. «God Bless the Dead»
5. «Hail Mary»
6. «Me Against the World»
7. «How Do U Want It»
8. «So Many Tears»
9. «Unconditional Love»
10. «Trapped»
11. «Life Goes On»
12. «Hit 'Em Up»

- Диск 2:

1. «Troublesome ’96»
2. «Brenda’s Got a Baby»
3. «I Ain’t Mad at Cha»
4. «I Get Around»
5. «Changes»
6. «California Love»
7. «Picture Me Rollin’»
8. «How Long Will They Mourn Me?»
9. «Toss It Up»
10. «Dear Mama»
11. «All bout U»
12. «To Live & Die in L.A.»
13. «Heartz of Men»

## Позиции в чартах
| Чарт                   | Позиция |
| ---------------------- | ------- |
| Billboard 200          | #3      |
| Swedish Album Chart    | #40     |
| Top R&B/Hip-Hop Albums | #1      |